# Copa Italia 1964-65

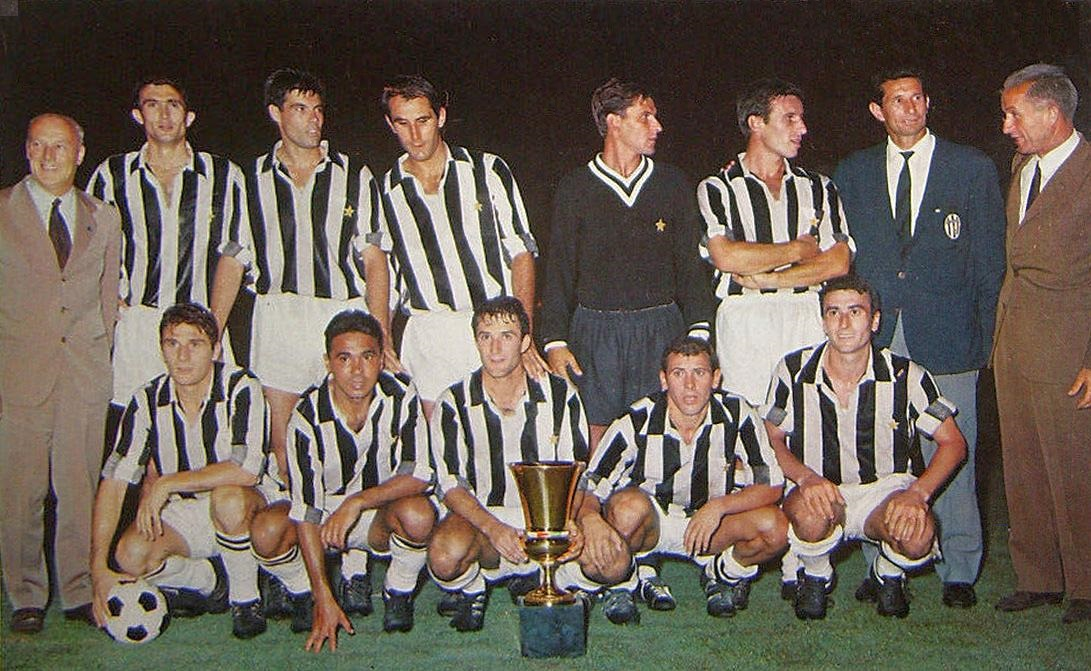
Equipo de la Juventus posando con el trofeo

La Copa Italia de 1964-65 fue la edición número 18 del dicho torneo. La Juventus salió campeón tras ganar al Inter por 1 a 0 en la final.

## Final
|          | Resultado |       |
| -------- | --------- | ----- |
| Juventus | 1 - 0     | Inter |